# Беляево (Островский район)
Беляево — деревня в Островском районе Псковской области. Входит в состав Островской волости.
Расположена на автодороге М20 (участок Остров —  Псков), на реке Щепец, в 8 км к северу от центра города Остров.
| 2001 | 2002 | 2010 |
| ---- | ---- | ---- |
| 34   | ↘32  | ↘21  |

## История
Деревня до апреля 2015 года входила в состав ныне упразднённой Волковской волости района.